# 新生 (市原市)
新生（あらおい）は、千葉県市原市の三和地区にある大字。郵便番号は290-0257。

## 概要
市原市中央部の三和地区西部にある。同市五井地区との境界付近にあたる。北部と南部で全く異なる性格を示しており、北部は養老川周辺の水田地帯の一部、南部は主に広葉樹林が広がる丘陵地帯となっている。

## 地理
北は権現堂、東は大坪・相川・安須、南は高坂及び光風台、西は引田・分目・糸久と接している。

## 世帯数と人口
2022年4月1日現在の世帯数と人口は以下の通りである。
| 町丁字 | 世帯数 | 人口  |
| ------ | ------ | ----- |
| 新生   | 92世帯 | 220人 |

## 通学区域
市立小学校・市立中学校及び県立高等学校の通学区域は以下の通りである。
| 町丁字 | 番地 | 小学校               | 中学校             | 高等学校 |
| ------ | ---- | -------------------- | ------------------ | -------- |
| 新生   | 一部 | 市原市立海上小学校   | 市原市立三和中学校 | 第9学区  |
| 新生   | 一部 | 市原市立光風台小学校 | 市原市立双葉中学校 | 第9学区  |